# Леринц Уйлаки
Лёринц Уйлаки (Ловро Илокский) (август 1459 — июнь 1524) — крупный хорватско-венгерский аристократ из рода Уйлаки, одного из богатых и могущественных родов в Венгерском королевстве. Носил титулы: "воевода (князь) Илока и воевода Боснии, бан Мачвы (1477—1492), бан Белграда (1511—1513), член королевского совета (ок. 1516) и королевский судья (1517—1524).

## Биография
Родился между 6 августа и 3 сентября 1459 года. Сын Миклоша Уйлаки (1410—1477), бана Хорватии, воеводы Трансильвании и титулярного короля Боснии, от второго брака с Доротеей Сехи де Фелшёлендва из Лендавы. Лёринц родился, скорее всего, в Илоке, родовой резиденции рода Уйлаки. Он был третьим по счету, кто носил имя Лёринц в его семье. Его предком был Лёринц I (ум. 1349), а племянником последнего — Лёринц II (упоминается в 1325—1367 годах).
В 1477 году после смерти своего отца Миклоша Уйлаки Лёринц, будучи единственным мужским потомком рода Уйлаки, унаследовал обширные земельные владения с большим количество замков и укрепленных городов. От двух браков у него был один сын, который умер в раннем возрасте. Его первой женой был Екатерина Pongrác из Денгелега, дочь воевода Яноша Понграца, воеводы Трансильвании, которая умерла примерно в 1510 году. Затем он вторично женился на Магдалене Bakóci, которая его пережила и вновь вышла замуж за Ласло из Csula.
Впервые Лёринц Уйлаки упоминается в документах в начале 1460 года, затем в 1471 году, в связи с отцовским завещанием. После смерти своего отца в 1477 году Лёринц Уйлаки унаследовал титул бана Мачвы и все имущество семьи Уйлаки, а также преемственность в его политической ориентации. В 1490 году после смерти короля Матьяша Хуньяди Лёринц Уйлаки, как и большинство хорватских дворян, решительно поддержал кандидатуру Яноша Корвина, внебрачного сына Матьяша Хуньяди. Когда новым королем Венгрии был избран чешский король Владислав II Ягеллон, Лёринц Уйлаки перешёл на сторону австрийского эрцгерцога Максимилиана I Габсбурга, который начал войну против Ягеллонов.
Между семьей Уйлаки и Габсбургами были долгосрочные отношения. Миклош Уйлаки, отец Леринца, был сторонником императора Священной Римской империи Фридриха III Габсбурга и стал даже крестным отцом его сына Максимилиана, родившегося в 1459 году.
В гражданской войне между двумя претендентами за венгерский трон, которая продолжалась с 1490 по 1491 год и закончилась подписанием мира в Пресбурге, Лёринц Уйлаки был на стороне Габсбургов. После окончания военных действий он по-прежнему отказывался признавать этот договор и Владислава Ягеллона в качестве нового короля Венгрии. Когда Владислав Ягеллон в 1494 году организовал против Лёринца Уйлаки военный поход, он вынужден был бежать, лишившись почти всех своих владений. При помощи некоторых королевских советников Лёринц Уйлаки в 1496 году смог встретиться с королем в городе Печ, где состоялось их примирение. Его владения были возвращены при условии конфискации после его смерти, в случае отсутствия у него наследника мужского пола.
Вернув свои владения, Лёринц Уйлаки, как и его отец, пытался сохранить их, занимался строительством и ремонтов своих замков и крепостей, которым угрожала стремительно усиливающаяся Османская империя. Наиболее подверженными набегам турок-османов были земли на северо-востоке Боснии и юге баната Мачва.
Лёринц Уйлаки поддерживал католическую церковь и был её покровителем. Он финансировал возведение новых культовых зданий и обновления старых. Он безуспешно пытался убедить папу римского Александра VI канонизировать Иоанна Капистранского (1386—1456), который скончался в Илоке и был похоронен в местном францисканском костёле.
После примирения с королём, Лёринц Уйлаки занимал ряд высоких государственных должностей: бан Белграда (1511—1513), член Королевского совета (около 1516) и королевский судья (1517—1524).
Лёринц Уйлаки скончался между 23 мая и 15 июня 1524 года. Он был похоронен в францисканском костёле Святого Иоанна Капистранского в родном городе Илок, рядом с могилами своей первой жены Екатерины и отца Миклоша. Несмотря на незначительные повреждения, его надгробие довольно хорошо сохранилось до настоящего времени.